# 13 Voices
13 Voices ist das sechste Studioalbum der kanadischen Rockband Sum 41. Es ist das erste Album unter ihrem neuen Plattenlabel Hopeless Records und wurde weltweit am 7. Oktober 2016 veröffentlicht. Zudem ist es das erste Album nach der Veröffentlichung von Screaming Bloody Murder im Jahr 2011. Erstmals stammen die Schlagzeug-Aufnahmen dabei nicht mehr von Gründungsmitglied Steve Jocz, der im April 2013 die Band verließ. Musikalisch folgt das Album seinem Vorgänger Screaming Bloody Murder und wird durch Einflüsse aus Alternative Rock, Punk und Metal geprägt.

## Entstehungsgeschichte

### Neubesetzung der Band
Nach mehreren Tourneen im Anschluss an die Veröffentlichung von Screaming Bloody Murder gab Drummer Steve Jocz über Facebook und Twitter seinen Ausstieg aus der Band bekannt. Ihn ersetzte, zunächst nach einigen Auftritten als Tourmusiker, Frank Zummo als festes Mitglied. Zudem schloss sich Ex-Gitarrist Dave Baksh nach seinem Ausstieg im Jahr 2006 wieder an. Seit der Gründung von Sum 41 besteht die Band somit erstmals aus fünf Mitgliedern.

### Themen und Motive
Thematisch behandelt das Album vor allem die von Frontmann Deryck Whibley überstandene Alkoholsucht. 2014 wurde er mit Leber- und Nierenversagen in ein Krankenhaus eingewiesen. Bei der anschließenden Therapie gab ihm vor allem die Aussicht auf das neue Album Kraft, wie er in mehreren Interviews bekanntgab.

“I had to learn how to do everything again — my motor skills, learning how to play guitar again… I couldn’t even walk at the time. It was really difficult, but at the same time if I didn’t have a record to make, I don’t think I would have recovered as quickly. Writing music gave me a purpose. I had to get better.”

„Ich musste alles von Grund auf neu erlernen — meine motorischen Fähigkeiten, das Gitarrespielen… nicht einmal laufen konnte ich zu dieser Zeit. Es war wirklich schwierig, aber ich hätte mich auch nicht so schnell erholt, wenn ich nicht ein Album aufzunehmen gehabt hätte. Musik zu schreiben gab mir einen Sinn. Ich musste einfach wieder auf die Beine kommen.“

Für den Schreibprozess ließ sich Whibley, neben seinen Erlebnissen, vor allem von Filmen inspirieren. Hierzu sah er Werke von Quentin Tarantino, Tim Burton und anderen ohne Ton und begleitete die Handlung mit Improvisationen auf der Gitarre. Daraus resultieren im Album zahlreiche instrumentale Stellen, die ebenso gut als Soundtrack für einen Film dienen könnten.

### Aufnahme und Produktion
Die Aufnahmen zu 13 Voices zogen sich über mehrere Jahre hinweg und fanden hauptsächlich in Whibleys eigenem Zuhause statt (Studio Mr. Biz). Da nach der Veröffentlichung von Screaming Bloody Murder der Vertrag zu Island Records endete, war man zunächst ohne unterstützendes Plattenlabel. Zur Finanzierung nutze man daher eine Crowdfunding-Kampagne auf der Plattform PledgeMusic. Dort konnten Fans im Voraus in verschiedene Produkte wie signierte Pressungen des veröffentlichten Albums, Merchandise-Artikel oder Skype-Gespräche mit den Bandmitgliedern investieren. Belohnt wurden sie dabei durch regelmäßige Videoupdates zum aktuellen Aufnahmeprozess.
Während Whibley, wie auch bei den zwei vorherigen Alben, erneut Produzent fungierte und die Aufnahmen leitete, wurde das komplette Album von Tom Lorde-Alge gemischt, das Master fertigte anschließend (wie auch beim Vorgänger Screaming Bloody Murder) Ted Jensen an.

### Ausgaben
Neben der regulären Ausgabe des Albums als CD wurde auch eine Deluxe-Edition mit vier weiteren Titeln (davon je eine akustische Neuinterpretation von War und Breaking the Chain) im Format Digipack veröffentlicht. Außerdem wurden weltweit verschiedenfarbige Pressungen von Vinyl-Schallplatten herausgegeben. In Deutschland ist hierzu in der Farbe Purpur eine limitierte Auflage von 500 Stück erhältlich.

## Rezeption
Die Fachwelt zeigte sich von 13 Voices teils positiv überrascht und gab in ihren Rezensionen mittelmäßige bis gute Bewertungen ab. EMP, ein deutscher Merchandise- und Onlinestore für Punk und Metal, würdigte das Album mit einer Nominierung zum Album der Woche. Kai Butterweck schrieb in seiner Rezension auf laut.de:

„Sum 41 melden sich mit einer Platte zurück, die die Branche nicht verändern wird, aber nur wenig Angriffsfläche bietet. Der Sound kommt fett, die Hooks bleiben im Ohr und der düstere Unterton lässt so manchen Pop-Punk-Filler der Vergangenheit in Vergessenheit geraten.“

Leonie Wiethaup von stageload.org hält, insbesondere mit Blick auf die Veröffentlichung anderer Bands des Genres, fest:

„Ganz im Gegensatz zu ihren 90er-Pop-Punk-Kollegen Simple Plan, Green Day oder Blink-182, die die Welt in den letzten Wochen und Monaten bereits mit ihren neuen Alben (mehr oder weniger) erfreuen konnten, haben sich Sum 41 nicht der leichten Kost hingegeben. [...] Die Herren um Deryck Whibley wechseln gekonnt von Punkrock zu Pop-Rock, vergessen ihren alten Freund, den Pop-Punk, dabei jedoch nie. Ebenso wenig wie die Metal-Anleihen, die sie immer noch gerne streuen – wenn auch sehr dosiert.“

Ihr Kollege Luis von minutenmusik.de ergänzt dagegen, dass

„das Album [für einen Fan der Band] wahrscheinlich genau das Richtige [ist]: Es geht so weiter wie bisher! Die Songs bieten neue Ideen ohne einen Stilwechsel den vorangegangenen Alben gegenüber.“

## Titelliste
| Nr.          | Titel                          | Autor(en)                                         | Länge |
| ------------ | ------------------------------ | ------------------------------------------------- | ----- |
| 1.           | A Murder of Crows              | Deryck Whibley                                    | 3:04  |
| 2.           | Goddamn I’m Dead Again         | Deryck Whibley                                    | 3:22  |
| 3.           | Fake My Own Death              | Deryck Whibley                                    | 3:14  |
| 4.           | Breaking the Chain             | Deryck Whibley, Mike Green                        | 4:03  |
| 5.           | There Will Be Blood            | Deryck Whibley, David Zonshine, Street Drum Corps | 3:29  |
| 6.           | 13 Voices                      | Deryck Whibley                                    | 4:32  |
| 7.           | War                            | Deryck Whibley, Mike Green                        | 3:29  |
| 8.           | God Save Us All (Death to POP) | Deryck Whibley                                    | 3:53  |
| 9.           | The Fall and the Rise          | Deryck Whibley                                    | 3:09  |
| 10.          | Twisted by Design              | Deryck Whibley, Matt Squire                       | 5:28  |
| Gesamtlänge: | Gesamtlänge:                   | Gesamtlänge:                                      | 37:43 |